# Shelby Moore Cullom
Shelby Moore Cullom, född 22 november 1829 i Monticello, Kentucky, död 28 januari 1914 i Washington, D.C., var en amerikansk politiker. Han var guvernör i Illinois 1877–1883 och senator för Illinois 1883–1913.
Cullom fick sin skolgång i Illinois. Han studerade juridik och avklarade 1855 sin bar exam, examen som ger rätt att arbeta som advokat. Han var ledamot av Illinois House of Representatives, underhuset i delstatens lagstiftande församling, 1856 och 1860–1861, andra gången avancerade han till talman. Han var ledamot av USA:s representanthus 1865–1871. Han var 1873 igen talman i delstatens representanthus. Cullom valdes två gånger till guvernör. Han avgick mitt i andra mandatperioden för att tillträda som ledamot av USA:s senat. Mot slutet av den femte mandatperioden i senaten blev Cullom den senator som suttit längst utan avbrott (Dean of the United States Senate). Detta skedde i augusti 1911 i och med att senator William P. Frye, som hade tillträtt två år före Cullom, avled i ämbetet. Cullom lämnade senaten efter fem fulla mandatperioder. Han efterträddes som senator för Illinois av demokraten J. Hamilton Lewis.
Culloms grav finns på Oak Ridge Cemetery i Springfield, Illinois.